# 6586 Seydler
6586 Seydler è un asteroide della fascia principale. Scoperto nel 1984, presenta un'orbita caratterizzata da un semiasse maggiore pari a 2,4452939 UA e da un'eccentricità di 0,1548874, inclinata di 3,61911° rispetto all'eclittica.